# اس.جی. وارمینگتون
اس. جی. وارمینگتون (انگلیسی: S. J. Warmington؛ ۱۶ دسامبر ۱۸۸۴ – ۱۰ مهٔ ۱۹۴۱) یک هنرپیشه اهل بریتانیا بود. 

## فیلم‌شناسی
- خرابکاری
- ۳۹ پله
- مردی که زیاد می‌دانست
- قتل!